# Barroso (V34)
Barroso (V34) je korveta brazilského námořnictva. Jedná se o zvětšenou vylepšenou verzí korvet třídy Inhaúma, v jejíž konstrukci jsou odstraněny jejich hlavní nedostatky. Pro nedostatek finančních prostředků nebyl tento typ stavěn v sérii. Korveta je primárně vybavena k boji proti hladinovým cílům a ponorkám.

## Stavba

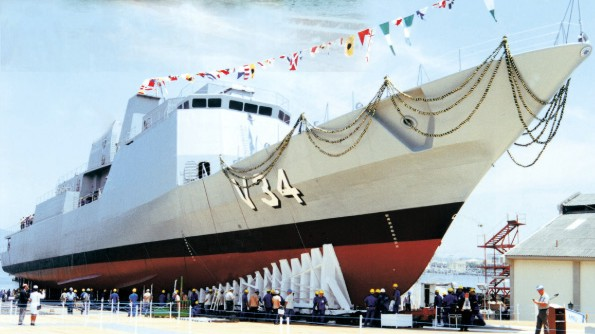
Korveta Barroso v roce 2002

Program stavby korvet třídy Barroso byl zveřejněn roku 1993, přičemž v témže roce byla objednána stavba prototypové jednotky. Třída navazovala na předchozí korvety třídy Inhaúma, které však jako první plavidla navržená a postavená v domácích loděnicích vykazovaly četné nedostatky, například špatnou stabilitu, nautické vlastnosti, nebo stísněné vnitřní prostory. Třída Barroso byla v tomto ohledu mnohem povedenější, a proto bylo původně plánováno postavit jí v šestikusové sérii. Už během stavby se však projevil brazilské námořnictvo dlouhodobě sužující nedostatek financí, který vedl k seškrtání programu stavby této třídy na jedinou korvetu a náhradu ostatních plavidel pomocí vyřazených starších fregat typu 22 Batch I, zakoupených ve Velké Británii.
Korvetu postavila brazilská loděnice Arsenal de Marinha. Stavba byla zahájena 21. prosince 1994. Trup byl spuštěn na vodu 20. prosince 2002 a 19. srpna 2008 plavidlo vstoupilo do služby. Kvůli nedostatku financí se tak stavba lodě protáhla na plných 14 let.

## Konstrukce
Hlavňovou výzbroj tvoří jeden britský 114mm kanón Vickers Mk 8 v dělové věži na přídi a jeden 40mm protiletadlový kanón Bofors Mk 3 Trinity. Hlavní údernou výzbroj představují čtyři protilodní střely MM.40 Exocet s dosahem 70 km. Protiponorkovou výzbroj představují dva trojité 324mm protiponorkové torpédomety pro americká lehká torpéda Mk 46. Korveta rovněž nese jeden protiponorkový vrtulník Westland Super Lynx Mk.21A, pro jehož uskladnění je vybavena hangárem.
Pohonný systém je koncepce CODOG. Tvoří ho dva diesely MTU 20V 1163 TB93, každý o výkonu 5810 hp, pro ekonomickou plavbu a plynová turbína General Electric LM2500 o výkonu 27 520 hp, pro bojové situace. Lodní šrouby se stavitelnými lopatkami jsou dva. Nejvyšší rychlost korvet je 27 uzlů. Dosah je 4000 námořních mil při rychlosti 15 uzlů.